# 柯忠
柯忠（1451年—？），字與節，直隸安慶府懷寧縣人，民籍，明朝政治人物。進士出身。

## 生平
早年出身府學生，成化十年（1474年）甲午科應天府鄉試第九十四名。成化十一年（1475年）乙未科會試第二百四十七名，殿試登進士第三甲第一百五十六名。

## 家族
曾祖父柯志仁。祖父柯以榮。父亲柯義。